# Első csók
Az Első csók egy 319 részes francia ifjúsági sorozat, melyet Jean-François Porry és Bénédicte Laplace készítettek. Elsőként a francia TF1 csatornán került adásba 1991 decemberében. A történet középpontjában a Hélène és a fiúk című sorozat főszereplőjének, Helennek a húga, Justine Girard áll.

## Történet
A történet a Girard család kisebbik lánya, a gimnazista Justine, és környezete szerelmi életéről szól: a barátja (Jerome), a legjobb barátnője (Annette), a barátai (François és Luc), az "ellensége" (Isabelle), a szülei (Marie and Roger) és a nővére (Hélène). Majd az új szereplők érkezéséről: Deborah (Justine unokatestvére), Suzy és Susan, az ausztrál ikerpár, majd a banda később kiegészül: Joel, Virginia (a másik unokatestvér), Odile, Bernard, Geraldine, Aristide, Anthony, John Francis, Daniel, és nem utolsósorban Cloe, a Girard család legifjabb tagjával.

## Szereplők
1. Camille Raymond: Justin Girard Szénási Kata, később Vadász Bea
2. Fabien Remblier: Jerome Gerő Gábor, később Markovics Tamás
3. Magalie Madison: Annette Simonyi Piroska, később Mezei Kitty
4. Boris Haguenauer: François Simonyi Balázs
5. Julie Caignault: Isabelle Dögei Éva
6. Christophe Rippert: Luc Duval  Minárovits Péter, később Breyer Zoltán
7. Christiane Ludot: Marie Girard Vándor Éva
8. Bruno Le Millin: Roger Girard Jakab Csaba, később Csuja Imre
9. Hélène Rollès: Hélène Girard Madarász Éva
10. Christine Ever: Suzy Urbán Andrea, később Haffner Anikó
11. Stéphanie Ever: Suzon Törtei Tünde, később Haffner Anikó
12. Rebecca Dreyfus: Deborah Girard Liptai Claudia
13. Joël Cresson: Joel
14. Macha Polikarpova: Svetlana
15. Virginie Desarnauts: Virginie Zsigmond Tamara
16. Esther Legros: Odile
17. David Talbot: Bernard
18. Nathalie Dudeck: Geraldine Roatis Andrea
19. Anthony Dupray: Anthony Csőre Gábor, később Barát Attila György
20. Franck Tordjman: Jean-François
21. François Rocquelin: Aristide Galbenisz Tomasz
22. Renaud Roussel: Daniel Kárpáti Levente
23. Manon Saïdani: Karine
24. Virginie Caren: Virginia Laurence
25. Gérard Vives: Gerard
26. Jérôme Fuselier: Fabien
27. Igor Butler: Yvan

## Érdekességek
A sorozat egy ún. spin-offja egy másik az AB Productions által készített sorozatnak melynek eredeti címe : Salut les Musclés , ahol Justin és Jerome nem a főszerepeket játszották.
Az Helene és a fiúk című sorozat, jelen széria közvetlen leágazása (spin-off), ahol Justin nővére Helene a főszereplő.
Ezen sorozat volt az AB Productions cég első tiniknek szánt szériája, Az Első csók nagy népszerűségnek köszönhetően több évig tudott adásban maradni.
A széria nagy sikerrel futott több európai országban, különösen az olaszoknál, Primi Baci címen.
A sorozatot két folytatás követte: A második csók (Les Années fac) (1995) és a Les Années bleues (1998). Az előbbi az itt megismert karakterek egyetemi éveit mutatja be, az utóbbi bizonyos szereplők későbbi (diplomázás utáni) életére koncentrál.
A sorozat több színésze is hosszabb-rövidebb karriert futott be énekesként: például Julie Caignault, az ikrek Christine és Stephanie Ever, Anthony Dupray vagy a Lucot játszó Christophe Rippert. Az utóbbi három lemezt is megjelentetett melyek közt voltak olyan sikerdalok is, mint a Holiday Romance című amely bizonyos epizódok vége főcímében hallható. A sorozat hősnője Camille Raymond szintén beindította énekesi karrierjét 1995-ben a Like a summer love című dallal.
Anette eredetileg beszédhibás lett volna a szerepe szerint. A casting során, Magalie nem tudott beszédhibát imitálni, ezért a normál beszédhangjánál magasabb hangon szólalt meg, mely elnyerte a producerek tetszését. Így született meg Anette egyedi karaktere. (A magyar szinkronban Simonyi Piroska emelte hozzá magasabbra a szövege hangszínét.) 
Fabien Remblier (Jerome) aki Justine szerelmét játszotta a szériában, a szakmában maradt. 2010-ben társrendezője volt az A Night at the Circus 3D című filmnek, melyet a francia mozik 2010 májusában mutattak be.

## Fordítás
Ez a szócikk részben vagy egészben  a   Premiers Baisers című francia Wikipédia-szócikk ezen változatának fordításán alapul.  Az eredeti cikk szerkesztőit annak laptörténete sorolja fel. Ez a jelzés csupán a megfogalmazás eredetét és a szerzői jogokat jelzi, nem szolgál a cikkben szereplő információk forrásmegjelöléseként.